# Paraphlepsius floridanus
Paraphlepsius floridanus är en insektsart som beskrevs av Ball 1909. Paraphlepsius floridanus ingår i släktet Paraphlepsius och familjen dvärgstritar. Inga underarter finns listade i Catalogue of Life.